# Chlenias
Chlenias is een geslacht van vlinders van de familie spanners (Geometridae), uit de onderfamilie Ennominae.

## Soorten
- C. auctaria Guenée, 1858
- C. banksiaria Le Guillou, 1841
- C. basichorda Turner, 1919
- C. cyclosticha Lower, 1915
- C. chytrinopa Turner, 1947
- C. gonosema Lower, 1893
- C. hemichroma Turner, 1947
- C. inkata Tindale, 1961
- C. leptoneura Turner, 1926
- C. melanostrepta Lower, 1893
- C. melanoxysta Meyrick, 1892
- C. mesosticha Turner, 1919
- C. ochrocrana Turner, 1947
- C. ombrophora Lower, 1894
- C. phaeocala Turner, 1947
- C. seminigra Rosenstock, 1885
- C. serina Lower, 1900
- C. trigramma Lower, 1892
- C. umbraticaria Guenée, 1858
- C. zonaea Guest, 1887